# 北泗镇
北泗乡，是中华人民共和国广西壮族自治区来宾市合山市下辖的一个乡镇级行政单位。

## 行政区划
北泗乡下辖以下地区：
北泗社区、北泗村、屯山村、六龙村、东亭村、文定村、古邦村、在勤村、瀑泉村、云堡村、古楼村和灵台村。